# Cort von Vechelde
Cort von Vechelde (* 17. März 1487 in Braunschweig; † 1. Februar 1554 in Braunschweig) war ein deutscher Gewandschneider, Fernhandelskaufmann und Braunschweiger Ratsherr.

## Leben

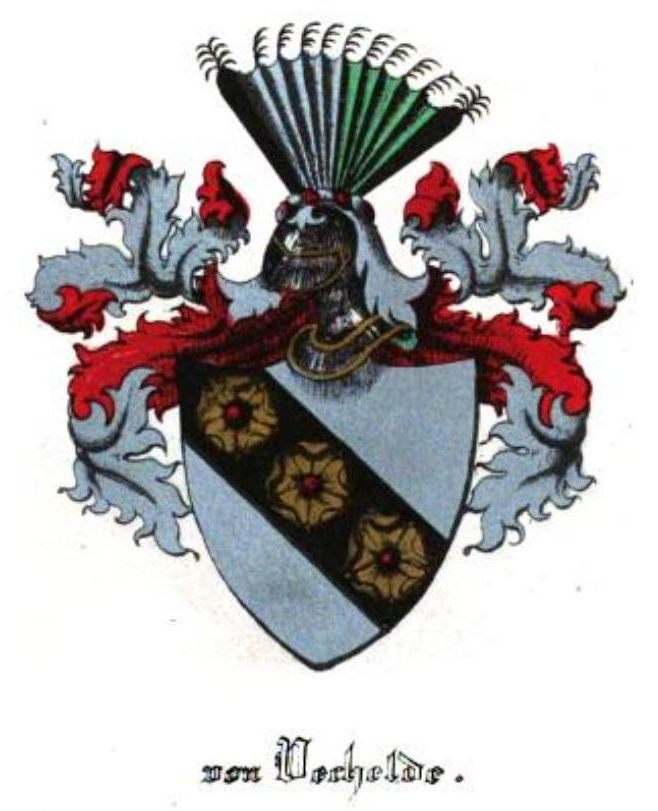
Wappen derer von Vechelde

Cort gehörte der seit 1345 in Braunschweig nachweisbaren Patrizier- und Ratsfamilie der Altstadt, von Vechelde, an. Die im Fern- und Tuchhandel tätige Familie war von 1380 bis 1627 im Rat der Altstadt vertreten und stellte mehrfach den Großen Bürgermeister. Cort von Vechelde wurde 1487 in Braunschweig als Sohn des Ratsherrn Herman (VIII) von Vechelde († 1511) und dessen Ehefrau Gese Doring geboren. Er ging in früher Jugend nach Brügge, um den Kaufmannsberuf zu erlernen. Die Stadt stellte damals den größten und reichsten Stapelplatz Nordwesteuropas dar und war ein wichtiger Umschlaghafen für Waren des Mittelmeer- und Orienthandels. In Brügge hielt er sich drei Jahre auf und war dort mutmaßlich für den Braunschweiger Kaufmann Jordan Rike tätig. Er kehrte anschließend nach Braunschweig zurück, trat in das Geschäft seines Vaters ein und übernahm dieses nach dessen Tod 1511. Im selben Jahr wurde er Mitglied der Gewandschneidergilde. Im Jahr 1512 wurde er in den Rat der Altstadt gewählt. Von 1527 bis 1539 hatte er dort auch das Amt des Bruchkämmerers inne und führte das Kämmereibuch. Cort von Vechelde unternahm 1518 eine achtmonatige Pilgerfahrt zum Heiligen Grab in Jerusalem. Im Zeitraum 1520/1522 schloss er die Ehe mit der aus einer Hannoveraner Patrizierfamilie stammenden Catharina von Windheim († 1550). Das Paar hatte zwölf überlebende Kinder. Die Familie wohnte im ererbten Haus auf der Steinstraße (spätere Assekuranznummer 456).
Cort von Vechelde war vorwiegend im Tuch- und Wollhandel mit Flandern tätig, wobei die dort eingekauften Waren hauptsächlich im niedersächsischen Raum, aber auch in Westfalen und Kursachsen abgesetzt wurden. Handelsgeschäfte schloss er häufig gemeinsam mit anderen Kaufleuten als Gesellschaftern ab, darunter seine Brüder Tile († 1572) und Cyriacus († 1571). Von Vechelde gilt als einer der erfolgreichsten und angesehensten Braunschweiger Kaufleute seiner Zeit. Er war von 1520 bis 1523 Kleiner Gildemeister der Gewandschneidergilde und stand dieser 1538/1539 sowie 1548/1549 als Großer Gildemeister vor.
Cort von Vechelde wurde 1550 nach dem Tod eines entfernten Vetters Lehnsältester der zahlreichen Vecheldeschen Lehen. Er starb im Februar 1554 im Alter von 67 Jahren in seiner Heimatstadt. Das väterliche Geschäft leiteten seine vier Söhne zunächst gemeinsam, führten später jedoch einen erbitterten Erbstreit.